# FC Fyn
FC Fyn is een Deense voetbalclub uit Odense.
De club kwam in 2006 tot stand na een fusie van 3 clubs: B 1909, B 1913 en Dalum IF. B 1909 werd twee keer landskampioen. De club krijgt de licentie van B 1913 en start in de derde klasse. In 2009 werd de club kampioen en promoveerde voor het eerste naar de tweede klasse. Na twee seizoenen moest de club opnieuw degraderen naar de derde klasse, om vervolgens het jaar erna weer kampioen te worden in de derde klasse. 

## Eindklasseringen
| Seizoen   | №  | Clubs | Divisie     | Duels | Winst | Gelijk | Verlies | Doelsaldo | Punten | Tsch |
| --------- | -- | ----- | ----------- | ----- | ----- | ------ | ------- | --------- | ------ | ---- |
| 2012–2013 | 12 | 12    | 1. division | 33    | 2     | 8      | 23      | 26–84     | 11     | 923  |